# Grammonus ater
Grammonus ater är en fiskart som först beskrevs av Risso, 1810.  Grammonus ater ingår i släktet Grammonus och familjen Bythitidae. IUCN kategoriserar arten globalt som livskraftig. Inga underarter finns listade i Catalogue of Life.